# Villa de Soto (Argentina)
Villa de Soto, coloquialmente Soto, es un municipio y localidad del departamento Cruz del Eje, en la provincia de Córdoba, Argentina, a 26 km de la cabecera departamental, a 281,8 km de la provincia de La Rioja, a 170 km de Córdoba capital, y a 900 km de Buenos Aires.

## Accesos
- RN 38, comunica al norte con las provincias de La Rioja, Catamarca, Mendoza, San Juan, y la República de Chile; al este con las localidades de Deán Funes, Jesús María, la provincia de Santiago del Estero y las provincias del NOA; al centro con el Valle de Punilla, Córdoba, Santa Fe, Buenos Aires y todo el Litoral.
- Ruta provincial RP 15  comunica con La Higuera, San Carlos Minas, Salsacate, Taninga,Ambul, Villa Cura Brochero, Mina Clavero, Villa Dolores y al sur de la provincia de Córdoba con la provincia de San Luis y la provincia de La Pampa.

## Historia

### Prehispana
El noroeste cordobés tiene un gran patrimonio cultural e histórico en los asentamientos originales. Hay restos de pinturas precolombinas. 
Los bosques serranos de Villa de Soto, eran hábitat de los henias, una parcialidad de los llamados comechingones: frecuente hallar piedras horadadas (actualmente mal llamadas "morteros") que los originarios llenaban de agua para usarlas como espejos de la observación astronómica.

### Llegada de losespañoles
- 1573,  Francisco Suárez de Figueroa intenta ocupar la región en nombre de sus reyes, pero fue resistido por los pueblos originarios, debiendo desistir.
- 1614, los españoles se apoderaron por la fuerza de las tierras de los indígenas. El gobernador de la provincia, Luis Quiñónez y Osorio, da estos terrenos a Tristán de Tejeda  (abuelo del primer poeta argentino: Luis de Tejeda). Así, los ranchos y el aserradero del “Valle de Chuto” quedan oficialmente en poder de Tejeda.
- 1660, se ratifica la posesión; y el gobernador Jerónimo Luis de Cabrera ordena cambiar "Valle de Chuto", (en referencia al cacique “Ojos Lindos” u "ojos de color claro") a  “Soto”, palabra que en castellano antiguo significa “Valle Fértil”. Ese topónimo perduró derivando en “Villa de Soto”.

## Geografía

### Población
Cuenta con 10,544 habitantes (Indec, 2022), lo que representa un incremento del 6% frente a los 9,927 habitantes (Indec, 2010) del censo anterior.
| Gráfica de evolución demográfica de Villa de Soto entre 1991 y 2022 |
|                                                                     |
| Fuente: Censos nacionales del INDEC                                 |

### Sismicidad
La región posee sismicidad media; y sus últimas expresiones se produjeron:
- 22 de septiembre de 1908 (116 años), a las 17.00 UTC-3, con 6,5 Richter, escala de Mercalli VII; ubicación 30°30′0″S 64°30′0″O / -30.50000, -64.50000; profundidad: 100 km; produjo daños en Deán Funes, Cruz del Eje y Soto, provincia de Córdoba, y en el sur de las provincias de Santiago del Estero, La Rioja y Catamarca.

- 16 de enero de 1947 (78 años), a las 2.37 UTC-3, con una magnitud aproximadamente de 5,5 en la escala de Richter (terremoto de Córdoba de 1947)[1]

- 28 de marzo de 1955 (70 años), a las 6.20 UTC-3 con 6,9 Richter: además de la gravedad física del fenómeno se unió el desconocimiento absoluto de la población sobre estos eventos recurrentes (terremoto de Villa Giardino de 1955).

- 7 de septiembre de 2004 (20 años), a las 8.53 UTC-3 con 4,1 Richter.

- 25 de diciembre de 2009 (15 años), a las 21.42 UTC-3 con 4,0 Richter.
- Media sismicidad con 5,5 Richter, hace 78 años, otro de mayor cimbronazo hace 116 años por el terremoto de Cruz del Eje 1908 con 6,5 Richter.

## Turismo

### Sitios locales
- Centro Cultural
- La Recova
- El Ferrocarril
- Hotel Italia
- Ex bodegas
- El plátano  (sicómoro): árbol histórico
- Aguas termales
- Club Atlético Benjamín Matienzo
- Industria láctea "La Palmira"
- El Quicho en Serrezuela
- Las pinturas rupestres

### Circuitos Turísticos
- 1. Circuito Cívico “La Recova”
- 2. Circuito Religioso: “Iglesia San Roque” y “Gruta de Jesús Misericordioso”
- 3. Circuito Turismo Activo: Balneario “La Toma”
- 4. Circuito Arquitectura Histórica: “Villa de Soto vive en su historia”
- 5. Circuito Agroturismo: “Ruta de Producción Soteña”
- 6. Circuito Geoturístico: “Comarcas de las Salinas Grandes y Refugio de vida silvestre Monte de las Barrancas.
- 7. Circuito Las Capillas de La Higuera y Las Palmas - Los Túneles – Reserva Natural de Chancaní.
- 8. Circuito Religioso: “Campanas de Las Sierras”
- 9. Circuito “Pampa de San Luis”
- 10. Circuito Arquitectura Campestre: “Casas de Campo”
- 11. Circuito de Salud: Paso Viejo y Termas de Quicho
- 12. Circuito Arqueológico: “Pinturas rupestres”
- 13. Circuito “Ruta de la Minería ”
- 14. Circuito Rutas gastronómica: “Cocinas de Campo”.
- 15. Circuito Dique Pichanas: construido entre 1966 y 1978 para riego y atenuación de crecidas. Posee un embalse de 440 ha, y 54 m de altura. Hay actividades acuáticas y pesca.

## Festival Nacional de la Serenata
El Festival de la Serenata se lleva a cabo cada primer fin de semana de enero y reúne las más diversas manifestaciones artísticas en el marco del imponente anfiteatro municipal. Va por la 39.ª edición anual; en enero de 2019.

## Parroquias de la Iglesia católica en Villa de Soto
| Diócesis  | Cruz del Eje        |
| --------- | ------------------- |
| Parroquia | Santuario San Roque |